# Hosh Bajed
Hosh Bajed hoặc Hawsh Bajed (tiếng Ả Rập: حوش بجد) là một ngôi làng Syria ở huyện Al-Zabadani của tỉnh Rif Dimashq. Theo Cục Thống kê Trung ương Syria (CBS), Hosh Bajed có dân số 604 người trong cuộc điều tra dân số năm 2004.